# قتل‌عام بودو لیگ
قتل‌عام بودو لیگ (کره‌ای: 보도연맹 학살사건; هانجا: 保導聯盟虐殺事件) قتل‌عام و جنایتی جنگی علیه کمونیست‌ها و مظنونین به طرفداری از آن‌ها بود (بسیار از آن‌ها شهروندانی بودند که هیچ ارتباطی با کمونیسم و کمونیست‌ها نداشتند) این فاجعه در تابستان ۱۹۵۰، درجریان جنگ کره اتفاق افتاد. تخمین‌هایی که از تعداد کشته‌شدگان می‌شود متفاوت است. تخمین می‌زنند که شمار قربانیان کشته‌شده بین ۱۰۰٫۰۰۰ تا ۲۰۰٫۰۰۰ نفر بوده باشد. در اولسان، شهرستان چئونگدو، و گیم‌هائه به‌تنهایی بین ۳۰ تا ۷۰ درصد از قربانیان قتل‌عام بودو لیگ از اعضای اتحادیهٔ مطبوعاتی بودند. تعداد تأییدشدهٔ کشته‌شدگان تنها در این سه ناحیه ۴٫۹۳۴ نفر بوده‌است. دولت کرهٔ جنوبی به‌مدت چهار دهه این قتل‌عام را مخفی کرده بود. دولت بازماندگان را، به ظن طرفداری از کمونیست‌ها، از افشای این واقعه منع می‌کرد. فاش‌کردن قتل‌عام با تهدید به شکنجه و مرگ روبه‌رو می‌شد. در دههٔ ۱۹۹۰ و بعد از آن، از گورهای دسته‌جمعی چندین جسد بیرون کشیده شد، و در نتیجهٔ آن، افکار عمومی به این فاجعه آگاه گردید.

## بودو لیگ

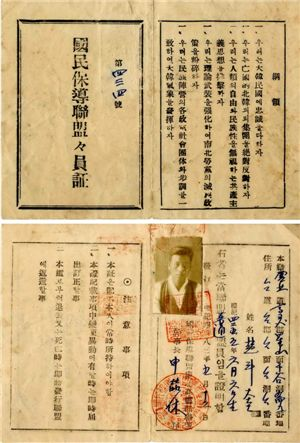
کارت شناسایی بودو لیگ

رئیس‌جمهور کرهٔ جنوبی، ایسونگمن ری، حدود ۳۰۰٫۰۰۰ نفر را، که مظنون به طرفداری از کمونیسم بودند یا از مخالفان سیاسی‌اش بودند، در نهضتی رسمی برای «بازآموزی» نام‌نویسی کرد. این نهضت، که نام آن بودو لیگ بود (یا لیگ ملی بازپروری و ارشاد)، با این بهانه برقرار شد که این افراد را از اعدام نجات دهد. بودو لیگ را حقوق‌دانانی ایجاد کردند که پیش از آن با ژاپنی‌ها همکاری داشتند. مأموران دولتی هوادارانی که خودشان کمونیست نبودند و همچنین دیگر افراد بی‌ارتباط با کمونیست‌ها را نیز به زور وارد فهرست می‌کردند تا سهمیهٔ خود را پر کنند.
در ژوئن ۱۹۴۹، دولت کرهٔ جنوبی تعدادی از کنش‌گران مستقل را نیز جزو بودو لیگ قرار داد. در ۱۹۵۰، درست قبل از آغاز جنگ کره، اولین رئیس‌جمهور کرهٔ جنوبی، ایسونگمن ری، حدود ۲۰٫۰۰۰ کمونیست ادعایی را زندانی کرد.

## کشتار

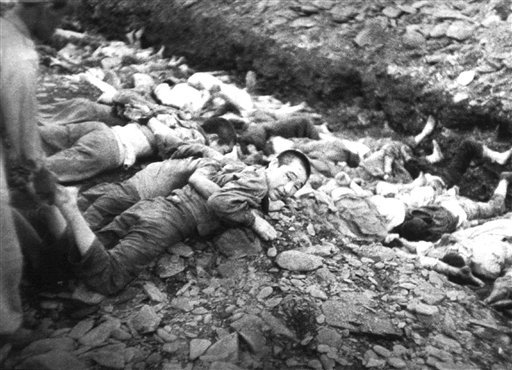
زندانیان بر روی زمین دراز کشیده‌اند، پیش از اعدام توسط نیروهای نظامی کرهٔ جنوبی. در نزدیکی دائجون، ژوئیهٔ ۱۹۵۰.

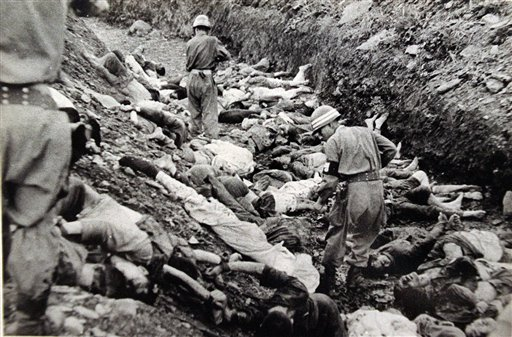
سربازان کرهٔ جنوبی در میان اجساد زندانیان سیاسی کرهٔ جنوبی قدم می‌زنند. در نزدیکی دائجون، ژوئیهٔ ۱۹۵۰.

در تاریخ ۲۵ ژوئن ۱۹۵۰، ارتش خلق کره، به رهبری کیم ایل‌سونگ، از شمال حمله کرد. طبق گفتهٔ کیم مانسیک، که در آن زمان افسر ارشد پلیس نظامی بود، رئیس‌جمهور ایسونگ ری، در ۲۷ ژوئن ۱۹۵۰، دستور داد افرادی که در بودو لیگ هستند یا ارتباطی با حزب کارگران کرهٔ جنوبی دارند اعدام شوند. اولین قتل‌عام در روز بعد، ۲۸ ژوئن، در هیونگ‌سیونگ، در استان گانگوون آغاز شد. نیروهای فراری کرهٔ جنوبی و گروه‌های ضدکمونیست زندانیان متهم به کمونیسم و، به همراه آن‌ها، بسیاری از اعضای بودو لیگ را اعدام کردند. این اعدام‌ها بدون برگزاری هیچ دادگاه یا محکومیتی انجام شد. کیم تای سان، رئیس پلیس شهری سئول تأیید کرده که شخصاً حداقل ۱۲ «کمونیست و مظنون به کمونیسم» را بعد از شروع جنگ اعدام کرده‌است. در سپتامبر ۱۹۵۰ که سئول بازپس گرفته شد، تعداد تخمینی ۳۰٫۰۰۰ نفر از شهروندان کرهٔ جنوبی باشتاب هم‌دست کرهٔ شمالی تلقی می‌شوند و نیروهای نظامی کرهٔ جنوبی آن‌ها را تیرباران می‌کنند. می‌دانیم حداقل یک سرهنگ‌دوم آمریکایی اجازهٔ این اعدام‌ها را داده‌است. او به یک سرهنگ کرهٔ جنوبی می‌گوید که، اگر نیروهای کرهٔ شمالی پیشروی کردند، می‌تواند تعداد زیادی از زندانی‌ها در بوسان را بکشد. مطمئناً، در آن تابستان، اعدام دسته‌جمعی ۳٫۴۰۰ نفر کرهٔ جنوبیایی در نزدیکی بوسان اتفاق افتاده‌است.
مدارک رسمی ایالت متحده نشان می‌دهد که افسران آمریکایی شاهد این قتل‌عام بوده و از آن عکس گرفته‌اند. در یک مورد، می‌دانیم، افسری آمریکایی جواز قتل زندانیان سیاسی را داده‌است تا به دست دشمن نیفتند. در موردی دیگر، مدارک رسمی ایالات متحده نشان می‌دهد که جان جی. ماچیو، سفیر وقت ایالات متحده در کرهٔ جنوبی، به رئیس‌جمهور کرهٔ جنوبی، ایسونگمن ری، و وزیر دفاع شین سانگ‌مو توصیه می‌کند که اعدام‌ها متوقف شوند. شاهدان آمریکایی همچنین صحنهٔ اعدام دختری را، که حدود ۱۲ یا ۱۳ ساله به‌نظر می‌رسیده، گزارش کرده‌اند. این قتل‌عام‌ها هم به واشینگتن و هم به ژنرال داگلاس مک‌آرتور گزارش شده. ژنرال مک‌آرتور آن را «مسئله‌ای داخلی» می‌خواند. طبق گفتهٔ یکی از شاهدان، در یک مورد، ابتدا کمر ۴۰ قربانی را با قنداق تفنگ می‌شکنند و بعداً اعدام‌شان می‌کنند. قربانیانی را که در روستاهای کنار دریا بوده‌اند به یکدیگر می‌بستند و در دریا غرق‌شان می‌کردند. دریابُد بازنشستهٔ کرهٔ جنوبی، نام سانگ‌هوی، اعتراف کرده که مجوز غرق‌کردن ۲۰۰ قربانی را در دریا داده‌است. او می‌گوید: «برای محاکمهٔ آن‌ها وقت نداشتیم».
شاهدانی از برزیل و استرالیا نیز وجود دارد. بریتانیای کبیر این مسئله را در سطوح دیپلماتیک با آمریکا درمیان گذاشت. در نتیجهٔ این اقدام، دین راسک، مشاور وزیر امورخارجهٔ آمریکا در مسائل خاور دور، به اطلاع بریتانیایی‌ها رساند که فرماندهان آمریکا «هرکاری که می‌توانند برای جلوگیری از وقوع چنین قساوت‌هایی» انجام می‌دهند. در طی قتل‌عام، بریتانیایی‌ها از متحدان خود حفاظت می‌کردند و توانستند چند شهروند را نجات دهند.

## وقایع بعدی
بعد از حملهٔ سازمان ملل، که در پی آن کرهٔ جنوبی توانست مناطق تحت اشغال خود را پس بگیرد، پلیس و گروه‌های شبه‌نظامی مظنونین به هواداری از کرهٔ شمالی را اعدام کردند. در اکتبر ۱۹۵۰، قتل‌عام غار گویانگ گیوم‌جیونگ اتفاق افتاد. در دسامبر همان سال، سربازان بریتانیایی جلوی افسران کرهٔ جنوبی را گرفتند و نگذاشتند شهروندانی را که برای اعدام به‌خط شده بودند تیرباران کنند. آن‌ها همچنین محوطهٔ اعدامی را در خارج از سئول بستند تا مانع قتل‌عام بیشتر بشوند. در چهارم ژانویهٔ ۱۹۵۱، پلیس کرهٔ جنوبی دست به قتل‌عام گانگهوا زد. در این قتل‌عام، پلیس ۱۳۹ غیرنظامی را، برای جلوگیری از همکاری آن‌ها با کرهٔ شمالی، اعدام کرد. طبق گزارش‌هایی که در کرهٔ جنوبی شده، کرهٔ جنوبی و آمریکا «به سازمان‌های غیردولتی دست‌راستی، مثل نیروهای دفاع از خود گانگهوا، به‌وسیلهٔ تأمین تدارکات و تجهیزات رزمی، کمک می‌کردند».

## کمیسیون حقیقت و آشتی
در سال ۲۰۰۸، در دائجون و جاهای دیگر، خندق‌هایی حاوی اجساد کودکان کشف شد. کمیسیون حقیقت و آشتی کرهٔ جنوبی شهادت کسانی که هنوز زنده بودند و در این اعدام‌ها نقش داشتند را ثبت کرد، از جمله شهادت نگهبان زندان دائجون، لی جون‌یونگ.
به‌غیر از عکس‌هایی که از خندق‌های محل اعدام وجود دارد، آرشیو ملی واشینگتن عکس‌های طبقه‌بندی‌شدهٔ سربازان حاضر در محوطه‌های اعدام، از جمله دائجون، را منتشر کرد. این عکس‌ها این نکته را تأیید می‌کند که ارتش آمریکا از این اعدام‌ها باخبر بوده‌است.